# Chó Ariegeois
Ariegeois là một giống chó từ tỉnh Ariège trong vùng Midi-Pyrenées của miền nam nước Pháp. Đây là một loài chó đánh hơi dùng để đi săn có kích thước trung bình có nguồn gốc từ phối giống của những con chó lớn loài Grand Bleu de Gascogne và Grand Gascon-Saintongeois với những con chó Briquet địa phương. Nó được sử dụng như một loại chó săn dùng mắt và mũi để tìm con mồi. Nó thành công nhất khi bắt thỏ rừng, tuy vậy giống chó này cũng được sử dụng để săn hươu và heo rừng. Giống Ariegeois nổi bật với bản chất thân thiện với những con chó khác và tình cảm dành cho con người.
Loài này có nguồn gốc ở Pháp vào năm 1912, làm cho nó trở thành một giống khá mới. Nó vẫn chưa được biết đến bên ngoài khu vực riêng của nó. Loài này đã được đăng ký với Fédération Cynologique Internationale.

## Đặc điểm
Chó Ariegeois thường nặng khoảng 28–30 kg. Con đực thường cao 52–58 cm, và con cái 50–56 cm. Bộ lông của chúng mịn và ngắn, màu trắng với các vạch đen được xác định rõ ràng; đôi khi da có lông lốm đốm, và có thể có những chỗ rám nắng ở đầu. Đầu của chúng chắc thịt và kéo dài, không có nếp nhăn. Đôi mắt tối và dịu dàng. Tai rất mềm và dài trung bình. Mõm có chiều dài trung bình và mũi có màu đen. Cổ mảnh mai và cong nhẹ đến ngực thì hẹp và sâu. Các xương sườn căng cứng với một cái lưng khỏe và dốc. Giống chó này có chân trước thẳng và chân sau rất khỏe. Bàn chân rất cứng giống của loài cáo. Đuôi hơi cong.
Nhìn chung, loài chó Ariegeois là một loài chó đánh tài năng, tình cảm và dịu dàng khi nuôi trong nhà. Các giống chó Ariegeois hiện đang được lai tạo ở Ý và được sử dụng để săn lợn rừng rất tốt trong điều kiện tự nhiên của Ý.